# Leptoropha
Leptoropha è un genere estinto di tetrapodi, appartenente ai seymouriamorfi. Visse nel Permiano medio - superiore (circa 268 - 260 milioni di anni fa) e i suoi resti fossili sono stati ritrovati in Russia.

## Descrizione
Questo animale, lungo poche decine di centimetri, era forse simile a una grossa salamandra. Il cranio era piuttosto largo e di forma pressoché triangolare se visto dall'alto; era dotato di un grande foro pineale, e gli occhi erano in posizione molto avanzata, nella parte anteriore del cranio. Era presente un'incisura otica di piccole dimensioni, più larga ma meno profonda di quella presente nel cranio dell'affine Kotlassia. La dentatura era caratterizzata da elementi dotati di numerose cuspidi (fino a 14 nella specie Leptoropha minima); le cuspidi dei denti anteriori andavano a formare una sorta di batteria di cingoli.

## Classificazione
I primi fossili di questo animale vennero ritrovati nella regione di Kirov, nella Russia europea. I fossili vennero inizialmente attribuiti da Tchudinov al genere Rhipaeosaurus, ma lo stesso studioso poco più tardi istituì il genere Leptoropha per questi fossili. Oltre alla specie tipo, Leptoropha talonophora, è nota anche la specie L. minima, conosciuta per denti isolati provenienti dal Tatarstan, dalla regione di Orenburg e dalla regione di Kirov. Altri denti attribuibili al genere Leptoropha provengono dalla repubblica di Mari El. 
Leptoropha è un membro dei seymouriamorfi, un gruppo di rettiliomorfi di incerta classificazione, che include sia rappresentanti legati all'ambiente acquatico che all'ambiente più o meno terrestre. Leptoropha è considerata affine al genere Kotlassia, nella famiglia Kotlassiidae, ma in una sottofamiglia a sé stante (Leptorophinae). Un genere affine è Biarmica.

## Paleoecologia
Leptoropha era probabilmente un animale acquatico, adatto a vivere in laghi e fiumi. Gli esemplari giovani erano dotati di denti tricuspidati, ma negli adulti questi elementi aumentavano le cuspidi fino a un massimo di 14 per dente; probabilmente questi particolari denti servivano a macinare piante acquatiche.